# Neizdannoe
Neizdannoe (in russo Неизданное?), conosciuto anche come Vera Serdjučka Best (in russo Vera Сердючка Best?), è la prima raccolta della cantante ucraina Vjerka Serdjučka, pubblicata nel giugno 2002 dalla NAC e Mama Music.

## Tracce
CD 1
1. Hop-hop – 4:03 (Andrij Danylko)
2. Ja roždena dlja ljubvi – 5:26 (Andrij Danylko)
3. Pirožok – 3:41 (Andrij Danylko)
4. Devočki – 5:06 (Andrij Danylko)
5. Ty uvolen – 5:28 (Andrij Danylko)
6. Vaza i pion – 4:27 (Andrij Danylko)
7. Solntse i luna – 4:45 (Andrij Danylko)
8. A ja u haj chodyla... – 2:27 (Andrij Danylko)
9. Ljuta bdžilka – 3:51 (Andrij Danylko)
10. Abrikosy (Kontsertna versija) – 4:29 (Andrij Danylko)

Durata totale: 43:43
CD 2
1. Kontrolër – 3:41 (Andrij Danylko, Arkadij Harcman)
2. A metel' metët belaja – 4:34 (Andrij Danylko)
3. Višenka ("Ja - revoljucija!") – 3:23 (Andrij Danylko)
4. Chera-machera ("Titanik") – 5:36 (Andrij Danylko)
5. Ja - revoljucija! ("Ja - revoljucija!") – 2:50 (Andrij Danylko, Natalija Šumakova)
6. Vera + Miša (con Mychajlo Poplavskij) – 4:45 (Andrij Danylko, Arkadij Harcman)
7. Abrikosy (1-ša versija) – 4:14 (Andrij Danylko)
8. Ja roždena dlja ljubvi (1-ša versija) – 4:49 (Andrij Danylko)
9. Ljuta bdžilka (Piano Version. Live Sound) – 2:44 (Andrij Danylko)
10. Ty uvolen (Piano Version. Live Sound) – 2:54 (Andrij Danylko)

Durata totale: 39:30